# Heterusia crossa
Heterusia crossa là một loài bướm đêm trong họ Geometridae.